# Domiziana Giordano
Pour les articles homonymes, voir Giordano.
Domiziana Giordano, née le 4 septembre 1959 à Rome, est une artiste et actrice italienne.

## Biographie
Née dans une famille d'artistes et d'architectes, Domiziana Giordano développe une sensibilité aux arts visuels. Elle étudie l'architecture, puis décide de se consacrer à l'art et au cinéma. Après des études à l'Académie des arts dramatiques de Rome puis à la New York Film Academy, elle commence une carrière d'assistante de réalisation et de mise en scène.
Passée devant la caméra, elle tourne avec de grands réalisateurs comme Jean-Luc Godard, Andreï Tarkovski et Mauro Bolognini. Elle est également remarquée dans Entretien avec un vampire de Neil Jordan.
En 2000, elle réalise sa première exposition sur son site internet, en collaboration avec l'artiste allemand Reiner Stresser. La même année elle joue dans Canone inverso de Ricky Tognazzi et, en 2003, dans Quaderno della spesa de Tonino Cervi.
En 2004, elle présente sa première exposition publique à Trieste.
En 2006, elle est dans la distribution du reality show de Rai 2 L'isola dei famosi. 
Depuis 2007, elle collabore avec la revue en ligne Nova du quotidien Il Sole 24 Ore.
Elle a également publié de la poésie.

## Filmographie

### Cinéma
- 1982 : Mes chers amis 2 (Amici miei atto II) de Mario Monicelli : Noemi
- 1983 : Nostalghia d'Andreï Tarkovski : Eugenia
- 1984 : Bakom jalusin (sv) de Stig Björkman : Helene Azar
- 1985 : Zina de Ken McMullen : Zina Bronstein
- 1987 : Strana la vita (it) de Giuseppe Bertolucci : Silvia
- 1989 : Normality de Cecilia Miniucchi : Lucia
- 1990 : Nouvelle vague de Jean-Luc Godard : Elena Torlato-Favrini
- 1994 : Entretien avec un vampire (Interview with the Vampire) de Neil Jordan : Madeleine
- 1994 : Mario et le Magicien (Mario und der Zauberer) de Klaus Maria Brandauer : la Princesse
- 1997 : Finalmente soli (it) d'Umberto Marino : Irene
- 2000 : Canone inverso - Making Love de Ricky Tognazzi : Baronne Blau
- 2003 : Il quaderno della spesa de Tonino Cervi : Armida
- 2018 : Backhome ! (court métrage) de Marcello de Archangelis : la mère
- 2021 : Corona Film Club de Stina Gardell : elle-même

### Télévision
- 1990 : Eleonora Pimentel : The Jacobean Marquise (téléfilm) d'Ivana Massetti : Eleonora Pimentel
- 1992 : Les Aventures du jeune Indiana Jones (The Young Indiana Jones Chronicles) de George Lucas (série télévisée), saison 2, épisode 16 Paris, octobre 1916 (Paris, October 1916) de Nicolas Roeg et Carl Schultz : Mata Hari
- 1993 : Gioco perverso (téléfilm) d'Italo Moscati : Clara
- 1995 : La famiglia Ricordi (mini-série télévisée) de Mauro Bolognini : Teresa Stolz
- 1995 : Machinations (téléfilm) de Gérard Vergez : Elisabeth Stadler